# Marcal-közi-csatorna
A Marcal-közi-csatorna a Kisalföldön ered, Győr-Moson-Sopron vármegyében, mintegy 120 méteres tengerszint feletti magasságban. A patak forrásától kezdve északi irányban halad, majd Koroncónál eléri a Marcalt.
A Marcal-közi-csatorna egyike a Marcal folyót övező azon mellékcsatornáknak, melyeket a múlt században hoztak létre a folyó völgyében, azzal párhuzamosan haladva.

## Part menti települések
- Kisbabot
- Koroncó